# Дэбидин, Дэвид
Дэвид Дэбидин (англ. David Dabydeen, 9 декабря 1955, Бербис, Британская Гвиана) — гайанский писатель, крупнейший историк вест-индской культуры.

## Биография
По отцовской линии — потомок выходцев из Индии, поселившихся в Гвиане в XIX — начале XX вв. Родители разошлись, когда он был ещё ребёнком. Остался с матерью, чью фамилию и носит. Три года учился в Королевском колледже в Джорджтауне, затем тринадцатилетним переехал в Лондон к отцу. Закончил Селвин-колледж Кембриджского университета, получил степень бакалавра искусств. Защитил диссертацию по литературе и искусству XVIII в. в Университетском колледже Лондона (1982), получил стипендию на продолжение учёбы в Вольфсон-колледже Оксфорда. С 1984 — в Центре Карибских исследований Уорикского университета, в настоящее время возглавляет его. Был президентом Ассоциации исследователей карибской, африканской и азиатской литературы (1985—1987). В 1993 был послом Гайаны в ЮНЕСКО. С 2010 — посол Гайаны в Китае.

## Творчество
Дебютировал книгой стихов в 1984, в 1991 опубликовал первый роман. Активно работает как историк вест-индской культуры, публикатор литературного наследия и антологий современной карибской словесности.

## Книги

### Стихи
- Песнь раба/ Slave Song, Dangaroo, 1984 (Премия Британского содружества за поэзию; переизд.: Peepal Tree Press, 2005)
- Coolie Odyssey, Hansib, 1988
- Turner: New and Selected Poems, Jonathan Cape, 1994; Peepal Tree Press, 2002

### Романы
- The Intended, Secker & Warburg, 1991 (Литературная премия Гайаны; переизд.: Peepal Tree Press, 2005)
- Исчезновение/ Disappearance, Secker & Warburg, 1993 (Peepal Tree Press, 2005)
- The Counting House, 1996 (Peepal Tree Press, 2005)
- A Harlot’s Progress, Jonathan Cape, 1999 (шорт-лист премии Джеймса Тейта Блэка
- Богоматерь Демерерская/ Our Lady of Demerera, Dido Press, 2004

### Труды по истории культуры
- Caribbean Literature: A Teacher’s Handbook, Heinemann Educational Books, 1985
- A Reader’s Guide to West Indian and Black British Literature (with Nana Wilson-Tagoe), Hansib/University of Warwick Centre for Caribbean Studies, 1987
- Hogarth’s Blacks: Images of Blacks in 18th-Century English Art, Manchester University Press, 1987
- Hogarth, Walpole and Commercial Britain, Hansib, 1987
- Handbook for Teaching Caribbean Literature, Heinemann, 1988
- Across the Dark Waters: Ethnicity and Indian Identity in the Caribbean, Macmillan, 1996
- Molly and the Muslim Stick, Macmillan Caribbean Writers, 2008
- Pak’s Britannica: articles and interviews, University of the West Indies Press, 2011

## Признание
Член Королевского литературного общества (второй из писателей Вест-Индии после Найпола). Литературная премия имени Раджа Рао (2004, Индия). Hind Rattan Award (2007) за выдающийся вклад в литературу и интеллектуальную жизнь индийской диаспоры.